# 10 000 mètres masculin aux Jeux olympiques d'été de 1936
Pour un article plus général, voir Athlétisme aux Jeux olympiques d'été de 1936.
Navigation
Los Angeles 1932 Londres 1948
L'épreuve du 10 000 mètres masculin aux Jeux olympiques de 1936 s'est déroulée le 2 août 1936 au Stade olympique de Berlin, en Allemagne. Elle est remportée par le Finlandais Ilmari Salminen.

## Résultats

### Finale
| Rang               | Athlète            | Pays            | Temps         | Notes |
| ------------------ | ------------------ | --------------- | ------------- | ----- |
| Médaille d'or      | Ilmari Salminen    | Finlande        | 30 min 15 s 4 |       |
| Médaille d'argent  | Arvo Askola        | Finlande        | 30 min 15 s 6 |       |
| Médaille de bronze | Volmari Iso-Hollo  | Finlande        | 30 min 20 s 2 |       |
| 4                  | Kōhei Murakoso     | Japon           | 30 min 25 s 0 |       |
| 5                  | Alec Burns         | Grande-Bretagne | 30 min 58 s 2 |       |
| 6                  | Juan Carlos Zabala | Argentine       | 31 min 22 s 0 |       |
| 7                  | Max Gebhardt       | Allemagne       | 31 min 29 s 6 |       |
| 8                  | Don Lash           | États-Unis      | 31 min 39 s 4 |       |
| 9                  | Odd Rasdal         | Norvège         | 31 min 40 s 4 |       |
| 10                 | Harry Siefert      | Danemark        | 31 min 52 s 6 |       |
| 11                 | Giuseppe Beviacqua | Italie          | 31 min 57 s 0 |       |
| 12                 | János Kelen        | Hongrie         | 32 min 01 s 0 |       |
| 13                 | Henning Sundesson  | Suède           | 32 min 11 s 8 |       |
| 14                 | Józef Noji         | Pologne         | 32 min 13 s 0 |       |
| 15                 | Rudolf Wöber       | Autriche        | 32 min 22 s 0 |       |
| 16                 | Eino Pentti        | États-Unis      | 32 min 23 s 0 |       |
| 17                 | Ludvík Bombík      | Tchécoslovaquie | 32 min 24 s 0 |       |
| 18                 | Lucien Tostain     | France          | 32 min 24 s 2 |       |
| 19                 | André Sicard       | France          | 32 min 25 s 0 |       |
| 20                 | André Lonlas       | France          | 32 min 58 s 0 |       |
| 21                 | Walter Schönrock   | Allemagne       | 32 min 59 s 0 |       |
| 22                 | Josef Siegers      | Allemagne       |               |       |
|                    | Pierre Bajart      | Belgique        |               |       |
|                    | Scotty Rankine     | Canada          |               |       |
|                    | Milton Wallace     | Canada          |               |       |
|                    | William Eaton      | Grande-Bretagne |               |       |
|                    | Stanley Wudyka     | États-Unis      |               |       |
|                    | Fusashige Suzuki   | Japon           |               |       |
|                    | Raunaq Singh Gill  | Inde            |               | DNF   |
|                    | John Potts         | Grande-Bretagne |               | DNF   |